# 孙传哲故居
29°51′59.675″N 121°32′45.323″E / 29.86657639°N 121.54592306°E
孙传哲故居位于中国浙江省宁波市海曙区塔前街23-24号，建于清代，由位于23号的蜗寄庐藏书楼和位于24号的故居组成。其中蜗寄庐藏书楼是孙家桂的藏书处，故居为中华人民共和国首位邮票设计家孙传哲的故居。2001年8月，孙传哲故居被公布为海曙区文物保护单位，2023年6月被公布为浙江省文物保护单位。现故居为孙传哲纪念馆。

## 历史
孙传哲故居始建于清代，蜗寄庐藏书楼初为孙家桂私人藏书楼，藏书包含天一阁、抱经楼、烟屿楼等处所散失的约二万卷书籍，孙家桂过世后其长子孙定观继续其父的藏书事业。1915年，中国邮票设计家孙传哲出生于此。1999年，孙传哲故居被宁波市文化局公布为宁波市第二批文物保护点。2001年8月，孙传哲故居成为海曙区文物保护单位。

## 建筑结构
孙传哲故居由位于23号的蜗寄庐藏书楼和位于24号的故居两部分组成，其中藏书楼坐北朝南，故居坐西朝东。

## 保护状况
2005年，宁波日报报导了孙传哲故居内户籍人口多，安全隐患大，违章建筑影响故居面貌的情况，引起了海曙区政府的关注，后将故居内部违规搭设的雨棚等设施拆除。
2013年，孙传哲故居进行了修缮工作，开始为孙传哲纪念馆作前期准备工作。2015年4月18日，孙传哲纪念馆成立，内设有三个展厅，其中一个为孙传哲生平展，其余二者为其所创作的邮票展。